# Col Vert
Le col Vert est un col de montagne dans les Alpes françaises permettant de franchir une longue crête rocheuse du massif du Vercors. Il se situe entre les communes de Villard-de-Lans et de Saint-Paul-de-Varces en Isère.

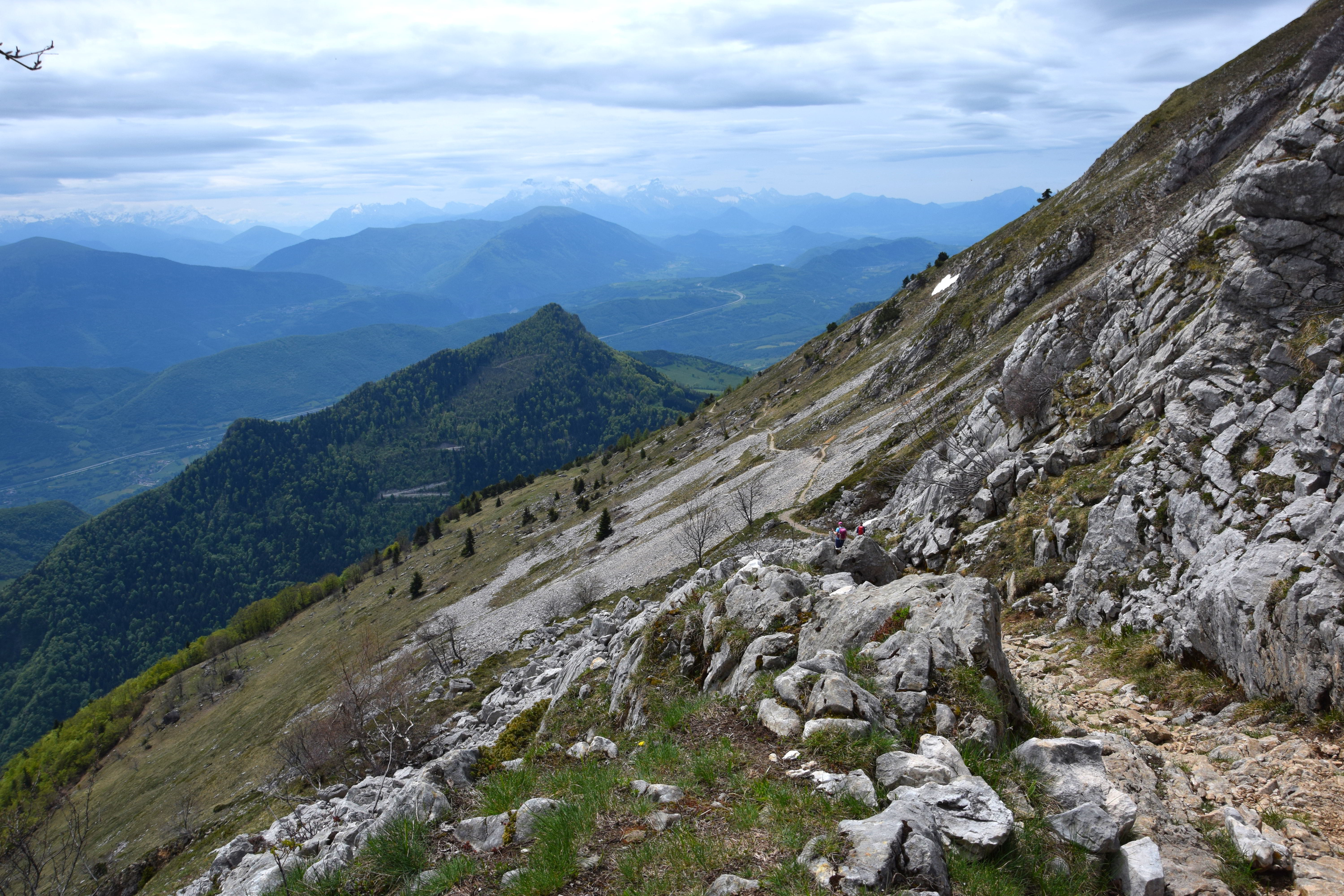
Haut du chemin menant au col Vert depuis Prélenfrey.
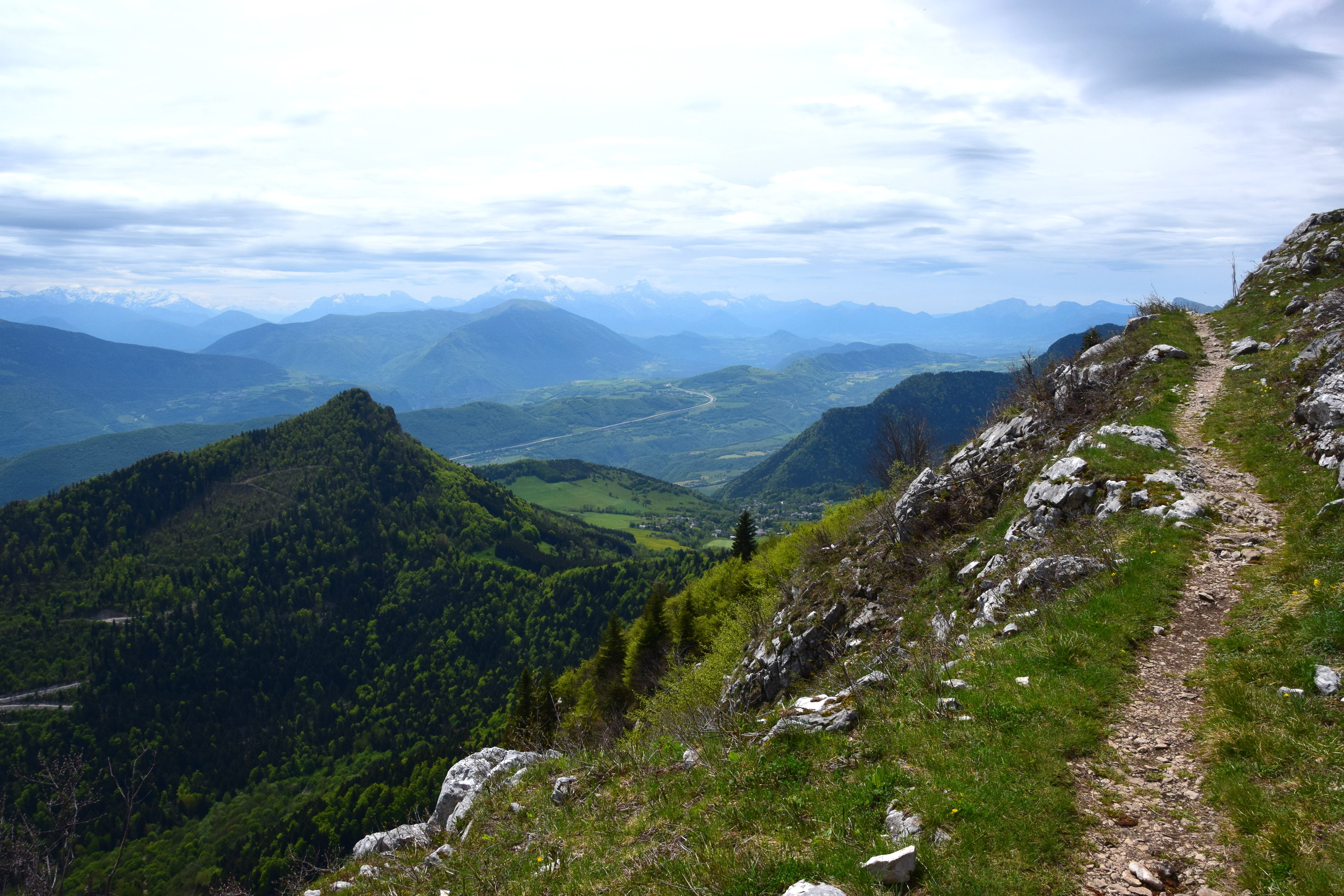
Chemin menant au col Vert avec vue sur Prélenfrey.